# Maestro di campo

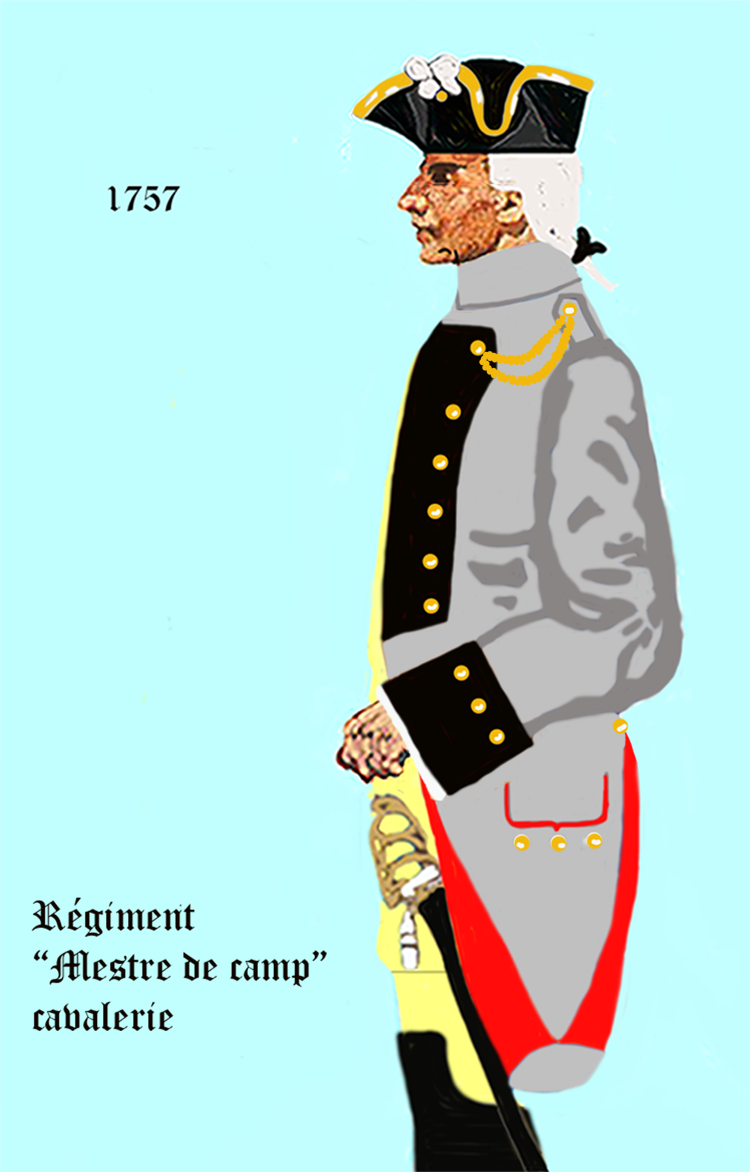
Divisa di mestre de camp di cavalleria, secondo un decreto reale del 1757

Il maestro di campo è stato un grado militare.

## Antico ordinamento militare francese
Quello di maestro di campo, in lingua francese mestre de camp, fu un grado militare francese durante l'Ancien Régime.
Comandante un reggimento, il maestro di campo era sotto l'autorità di un colonnello generale che comandava tutti i reggimenti di un'arma (cavalleria, fanteria ecc.). Quando fu soppressa la carica di colonnello generale - nel 1661 per la fanteria - il maestro di campo assunse il titolo di colonnello. Nella cavalleria, che rimase invece sotto l'autorità di un colonnello generale, i singoli reggimenti furono comandati da un maestro di campo sino alla Rivoluzione.
Come quella di capitano la carica era venale, ossia acquistabile e cedibile liberamente; di conseguenza, i rampolli dell'alta aristocrazia potevano accedere al grado ad un'età assai precoce e trovarsi quindi in buona posizione per ambire per anzianità al grado di brigadiere.
Il grado di maestro di campo era contraddistinto da un paio di spalline (épaulette) a frange dorate o argentate.
Il grado fu soppresso durante Rivoluzione e sostituito da quello di chef de brigade al comando di una demi-brigade (mezza brigata); nel 1803 con l'Impero furono ripristinate le denominazioni di colonnello e reggimento per tutte le armi.

## Antico ordinamento militare spagnolo
Il maestre de campo, maese o maestro fu un grado militare spagnolo creato nel 1534 dal monarca Carlo I di Spagna.
Nella scala dei gradi era inferiore al capitano generale e superiore al sargento mayor ed era di nomina regia nel Consiglio di Stato spagnolo. Il maestre de campo aveva il comando di un tercio e il potere di amministrare la giustizia e di regolare il vettovagliamento. Aveva una guardia personale costituita da otto alabardieri tedeschi, pagati dal Re, che lo accompagnavano ovunque.